# Czułość filmu
Czułość – wielkość określająca stopień reagowania filmu fotograficznego na światło. Znajomość czułości umożliwia określenie prawidłowej ekspozycji.

## Skale czułości
Stosowane są następujące skale czułości:
- ASA – skala opracowana przez American Standards Association (jedna z dawnych nazw ANSI). Jest to skala liniowa – dwukrotna zmiana wartości ASA odpowiada zmianie EV o 1.
- DIN – skala opracowana przez Niemiecki Instytut Normalizacji (niem. Deutsches Institut für Normung). Jest to skala logarytmiczna – zmiana czułości o 3° odpowiada zmianie EV o 1.
- GOST – skala opracowana przez radziecką instytucję ds. normalizacji; symbol jest skrótowcem od rosyjskiego terminu „norma państwowa” (ros. Государственный стандарт, Gosudarstwiennyj standart). Jest to skala liniowa, zbliżona do skali ASA (od 1987 r. praktycznie identyczna).

Przeliczanie jednostek (skala GOST sprzed ujednolicenia z ASA)
| ASA | DIN | GOST |
| --- | --- | ---- |
| 2   | 4°  |      |
| 2,5 | 5°  |      |
| 3   | 6°  |      |
| 4   | 7°  |      |
| 5   | 8°  |      |
| 6   | 9°  | 5,5  |
| 8   | 10° | 7    |
| 10  | 11° | 9    |
| 12  | 12° | 11   |

| ASA | DIN | GOST |
| --- | --- | ---- |
| 16  | 13° | 14   |
| 20  | 14° | 18   |
| 25  | 15° | 22   |
| 32  | 16° | 28   |
| 40  | 17° | 35   |
| 50  | 18° | 45   |
| 64  | 19° | 56   |
| 80  | 20° | 70   |
| 100 | 21° | 90   |

| ASA | DIN | GOST |
| --- | --- | ---- |
| 125 | 22° | 110  |
| 160 | 23° | 140  |
| 200 | 24° | 180  |
| 250 | 25° | 220  |
| 320 | 26° | 280  |
| 400 | 27° | 360  |
| 500 | 28° | 450  |
| 640 | 29° | 560  |
| 800 | 30° | 720  |

| ASA  | DIN | GOST |
| ---- | --- | ---- |
| 1000 | 31° | 900  |
| 1250 | 32° | 1120 |
| 1600 | 33° | 1440 |
| 2000 | 34° |      |
| 2500 | 35° |      |
| 3200 | 36° |      |
| 4000 | 37° |      |
| 5000 | 38° |      |
| 6400 | 39° |      |

Wartości DIN i ASA powiązane są zależnościami: 
{\displaystyle DIN=1+10\log ASA}
{\displaystyle ASA=10^{(DIN-1)/10}}
gdzie {\displaystyle \log } to logarytm dziesiętny. 
ISO wydała normy ISO 5800:1987, ISO 6:1993 oraz ISO 2240:2003, które m.in. wprowadziły ujednolicone oznaczenia czułości, praktycznie znormalizowane oznaczenie zawiera czułość według ASA oraz DIN (w 1987 skala GOST została ujednolicona ze skalą ASA). Według ISO oznaczenie czułości filmu powinno być podane następująco:
<czułość w ASA>/<czułość w DIN>° ISO
Przykład: 200/24° ISO.

## Regulacja czułości
W aparatach cyfrowych często istnieje możliwość wybrania czułości ISO. Im wyższa światłoczułość, tym krótszy czas potrzebny do naświetlenia danej klatki. Można w ten sposób uniknąć stosowania statywu do wykonywania zdjęć w słabym oświetleniu. Zbyt wysoka czułość ISO w technice tradycyjnej skutkuje jednak zwiększonym ziarnem, a w technice cyfrowej zwiększa możliwość powstania na zdjęciu szumów.